# 쿠죠 죠린
쿠죠 죠린은 죠죠의 기묘한 죠죠의 기묘한 모험 6부에 나오는 최초의 여성 죠죠이자 쿠죠 죠타로의 딸이다. 6부 스톤 오션의 주인공이다. 스탠드로는 스톤프리가 있다. 